# Killona
Killona és una població dels Estats Units a l'estat de Louisiana. Segons el cens del 2000 tenia 797 habitants.

## Demografia
Segons el cens del 2000, Killona tenia 797 habitants, 252 habitatges, i 191 famílies. La densitat de població era de 36,3 habitants/km².
Dels 252 habitatges en un 42,9% hi vivien nens de menys de 18 anys, en un 31,3% hi vivien parelles casades, en un 34,5% dones solteres, i en un 24,2% no eren unitats familiars. En el 19,8% dels habitatges hi vivien persones soles el 5,2% de les quals corresponia a persones de 65 anys o més que vivien soles. El nombre mitjà de persones vivint en cada habitatge era de 3,16 i el nombre mitjà de persones que vivien en cada família era de 3,65.
Per edats la població es repartia de la següent manera: un 35,5% tenia menys de 18 anys, un 10,4% entre 18 i 24, un 30,7% entre 25 i 44, un 15,9% de 45 a 60 i un 7,4% 65 anys o més.
L'edat mediana era de 28 anys. Per cada 100 dones de 18 o més anys hi havia 81 homes.
La renda mediana per habitatge era de 19.659 $ i la renda mediana per família de 19.310 $. Els homes tenien una renda mediana de 25.119 $ mentre que les dones 20.972 $. La renda per capita de la població era de 7.524 $. Entorn del 39,5% de les famílies i el 40,8% de la població estaven per davall del llindar de pobresa.

## Poblacions més properes
El següent diagrama mostra les poblacions més properes.